# لورا دل ریو
لورا دل ریو (به اسپانیایی: Lora del Río) یک دهستان در اسپانیا است که در استان سبیا واقع شده‌است. لورا دل ریو ۲۹۲ کیلومتر مربع مساحت و ۱۹٬۴۲۱ نفر جمعیت دارد و ۳۸ متر بالاتر از سطح دریا واقع شده‌است.